# Estádio Big Swan
O Estádio Big Swan (japonês: デンカビッグスワンスタジアム, Hepburn: Denka Biggu Suwan Sutajiamu, Estádio Grande Cisne), anteriormente conhecido como Estádio de Niigata (新潟スタジアム, Niigata Sutajiamu), é um estádio localizado na cidade de Niigata, no Japão.
Inaugurado em Março de 2001, tem capacidade para 42.300 torcedores e é casa atual do time de futebol da J-League Albirex Niigata.
Recebeu partidas da Copa das Confederações de 2001 e da Copa do Mundo de 2002.

## Jogos da Copa das Confederações de 2001
Grupo B
- 31 de Maio:  Japão 3 - 0  Canadá
- 2 de Junho:  Camarões 0 - 2  Japão
- 4 de Junho:  Camarões 2 - 0  Canadá

## Jogos da Copa do Mundo de 2002
- 1 de Junho: Grupo E -  Irlanda 1 - 1  Camarões
- 3 de Junho: Grupo G -  Croácia 0 - 1  México
- 15 de Junho: Oitavas de Final -  Dinamarca 0 - 3  Inglaterra